# Województwo ostrołęckie

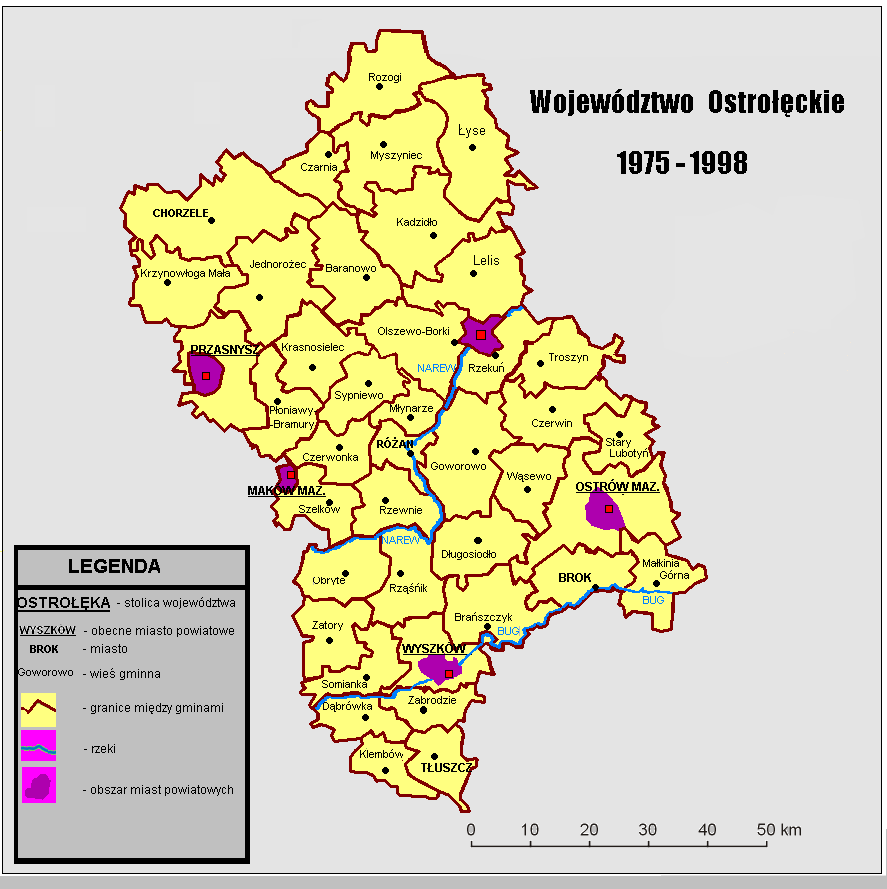
Mapa województwa ostrołęckiego

Województwo ostrołęckie – jedno z 49 województw istniejących w latach 1975–1998. Położone było w północno-wschodniej Polsce. Sąsiadowało z województwami: ciechanowskim od zachodu, siedleckim od południa, olsztyńskim i suwalskim od północy, łomżyńskim od wschodu oraz ze stołecznym warszawskim.
W nowym podziale administracyjnym, od 1999 r. tereny dawnego województwa znalazły się w województwie mazowieckim oraz w warmińsko-mazurskim (Gmina Rozogi).

## Charakterystyka
Województwo znajdowało się na Nizinie Mazowieckiej, zajmowało silnie zabagniony płaski teren. Posiadało gęstą sieć hydrograficzną: główne rzeki to Bug i Narew. Przeważały gleby bielicowe, bagienne i płowe.

## Urzędy rejonowe
- Urząd Rejonowy w Makowie Mazowieckim dla gmin: Czerwonka, Krasnosielc, Płoniawy-Bramura, Rzewnie, Sypniewo i Szelków oraz miasta Maków Mazowiecki
- Urząd Rejonowy w Ostrołęce dla gmin: Baranowo, Czarnia, Czerwin, Goworowo, Kadzidło, Lelis, Łyse, Młynarze, Myszyniec, Olszewo-Borki, Rozogi, Różan, Rzekuń i Troszyn oraz miasta Ostrołęka
- Urząd Rejonowy w Ostrowi Mazowieckiej dla gmin: Brok, Małkinia Górna, Ostrów Mazowiecka, Stary Lubotyń i Wąsewo oraz miasta Ostrów Mazowiecka
- Urząd Rejonowy w Przasnyszu dla gmin: Chorzele, Jednorożec, Krzynowłoga Mała i Przasnysz oraz miasta Przasnysz
- Urząd Rejonowy w Wyszkowie dla gmin: Brańszczyk, Dąbrówka, Długosiodło, Klembów, Obryte, Rząśnik, Somianka, Tłuszcz, Wyszków, Zabrodzie i Zatory

## Ludność
| Rok                    | Liczba mieszkańców |
| ---------------------- | ------------------ |
| 1975 (31 grudnia)      | 361,9 tys.         |
| 1976 (31 grudnia)      | 361,8 tys.         |
| 1977 (31 grudnia)      | 363,1 tys.         |
| 1978 (spis powszechny) | 367 062            |
| 1978 (31 grudnia)      | 365,6 tys.         |
| 1979 (31 grudnia)      | 369,3 tys.         |
| 1980 (31 grudnia)      | 371,4 tys.         |
| 1983 (31 grudnia)      | 378,7 tys.         |
| 1985 (31 grudnia)      | 384,2 tys.         |
| 1986                   | 387,2 tys.         |
| 1987                   | 389,5 tys.         |
| 1988                   | 391,6 tys.         |
| 1989 (31 grudnia)      | 395 tys.           |
| 1990 (30 czerwca)      | 396,1 tys.         |
| 1990 (31 grudnia)      | 397,3 tys.         |
| 1991 (31 grudnia)      | 398,8 tys.         |
| 1992 (31 grudnia)      | 404,1 tys.         |
| 1993 (30 czerwca)      | 404,7 tys.         |
| 1994 (31 grudnia)      | 407,5 tys.         |
| 1995 (30 czerwca)      | 407,9 tys.         |
| 1995 (31 grudnia)      | 408,4 tys.         |
| 1997 (31 grudnia)      | 410,8 tys.         |

## Miasta
Ludność 31 grudnia 1998:
- Ostrołęka – 55 271
- Wyszków – 26 154
- Ostrów Mazowiecka – 22 592
- Przasnysz – 17 556
- Maków Mazowiecki – 10 651
- Tłuszcz – 6708
- Różan – 2906
- Myszyniec – 2815
- Chorzele – 2643
- Brok – 1918

## Przemysł
Przemysł skoncentrowany był w większych ośrodkach miejskich:
- Ostrołęka – drzewno-papierniczy
- Ostrów Mazowiecka – drzewno-papierniczy, elektrotechniczny, maszynowy i spożywczy
- Przasnysz – elektrotechniczny
- Wyszków – drzewno-papierniczy, maszynowy, mineralny i spożywczy.

## Województwo obecnie
Ziemie byłego województwa należą do powiatów:
- makowskiego – gminy: Krasnosielc, Sypniewo, Młynarze, Płoniawy-Bramura, Czerwonka, Różan, Rzewnie, Szelków i Maków Mazowiecki.
- ostrołęckiego – gminy: Baranowo, Czarnia, Czerwin, Goworowo, Kadzidło, Lelis, Łyse, Myszyniec, Olszewo-Borki, Rzekuń, Troszyn.
- ostrowskiego – gminy: Brok, Małkinia Górna, Ostrów Mazowiecka, Stary Lubotyń, Wąsewo.
- przasnyskiego – gminy: Chorzele, Jednorożec, Krzynowłoga Mała i Gmina Przasnysz.
- pułtuskiego – gminy: Obryte i Zatory.
- szczycieńskiego – w województwie warmińsko-mazurskim, Gmina Rozogi.
- wołomińskiego – gminy: Dąbrówka, Klembów i Tłuszcz
- wyszkowskiego – gminy: Brańszczyk, Długosiodło, Rząśnik, Somianka, Wyszków i Zabrodzie.